# Deep State
Deep State es una serie de televisión británica de thriller de espionaje de ocho partes protagonizada por Mark Strong y producida por Endor Productions para Fox Networks Group Europa y África. El piloto está escrito por Matthew Parkhill y servirá como showrunner. También dirigirá cuatro de los ocho episodios y producto ejecutivo.
La serie comenzó a rodarse en mayo de 2017 y comienza el 5 de abril de 2018 en el Reino Unido por FOX.
En España estrena el 9 de abril de 2018 por Fox.

## Sinopsis
Un hombre que cree que se ha retirado del MI6 es convocado de nuevo para hacer un trabajo más y así recuperar su vida, solo para descubrir que este trabajo puede significar que no tiene vida a la que regresar.

## Reparto
- Mark Strong como Max Easton[7]
- Joe Dempsie como Harry Clarke[7]
- Karima Adebibe como Leyla Toumi[7]
- Anastasia Griffith como Amanda Jones[7]
- Alistair Petrie as George White[7]

## Episodios
| Temporada | Temporada | Episodios | Episodios | Emisión original   | Emisión original    |
| Temporada | Temporada | Episodios | Episodios | Primera emisión    | Última emisión      |
| --------- | --------- | --------- | --------- | ------------------ | ------------------- |
|           | 1         | 8         | 8         | 5 de abril de 2018 | 24 de mayo de 2018  |
|           | 2         | 8         | 8         | 9 de mayo de 2019  | 27 de junio de 2019 |